# Hämnaren
Hämnaren (traduzione letterale: “il vendicatore”) è un film svedese del 1915, diretto da Mauritz Stiller. 

## Trama
Georg Vide, figlio di un pastore protestante, lascia la fidanzata Ester, di religione ebraica, adducendo il motivo che i suoi genitori non gli permetterebbero mai di sposarla, contrari come sono ad un matrimonio misto.
Ester è incinta di Georg, e, poco dopo aver dato alla luce il figlio Josef, muore. Jakob, un cugino e spasimante di Ester, adotta Josef, e si ripromette di vendicare la morte di Ester, a suo parere dovuta all’abbandono da parte di Georg.
20 anni dopo Jakob, esercitando con Josef, che ignora l’identità di suo padre, l’attività di prestatore di denaro, si appresta a ridurre sul lastrico il possidente von Sterner, impossessandosi della casa che quest’ultimo abita insieme alla figlia Emma, nel caso non avesse saldato il suo debito entro pochi giorni.
Josef, che è segretamente innamorato di Emma, le fa trovare anonimamente un titolo di pagamento col quale avrebbe potuto rifondere Jakob. Emma si fa cambiare l’assegno circolare dal suo conoscente Georg Vide, che nel frattempo è diventato cappellano. Ma il titolo di pagamento risulta falso, per cui l’insolvenza si ripercuote sul cappellano e su Emma, che si presentano da Jakob per ottenere una dilazione. Qui Georg e Josef, fortuitamente, si riconoscono come padre e figlio.